# نهائي كأس أوروبا 1985
 نهائي كأس الأندية الأوروبية البطلة 1985 مباراة كرة قدم بين نادي ليفربول الإنجليزي ونادي يوفنتوس الإيطالي في ملعب هيسل في بروكسل، بلجيكا بتاريخ 29 مايو 1985.

## خلفية
كان ظهور ناد يوفنتوس في نهائي كأس أوروبا الثالث له، بعد أن خسر ظهوره السابق في عامي 1973 و1983. كان ليفربول يظهر في نهائيه الخامس، وكان حامل اللقب بعد فوزه على فريق روما الإيطالي 4-2 في ركلات الترجيح بعد انتهاء نهائي 1984 بالتعادل 1-1. كما فاز ليفربول بالمسابقة في أعوام 1977 و1978 و1981. منذ فوز يوفنتوس بكأس أبطال الكؤوس الأوروبية 1983-84، كان على كلا الفريقين مواجهة بعضهما البعض، خلال الموسم، في كأس السوبر الأوروبي 1984 على أرض يوفنتوس، ستاديوم كومونالي، بسبب ازدحام جدول المباريات لكلا الناديين، والتي فاز بها فريق تورينسي 2-0 بهدفين من زبيجنيو بونييك.
أنهى يوفنتوس الدوري الإيطالي 1984-85 في المركز الخامس، وهو ما كان خارج مراكز التأهل الأوروبية. من أجل المشاركة في المنافسة الأوروبية في 1985-1986، كان عليهم الفوز بكأس أوروبا. احتل ليفربول المركز الثاني خلف نادي إيفرتون في دوري الدرجة الأولى لكرة القدم 1984-1985، وبالتالي تأهل لكأس الاتحاد الأوروبي، لكن الفوز في النهائي سيمكنهم من المنافسة في كأس أوروبا في الموسم التالي.
كان من المقرر أن تُلعب المباراة النهائية في ملعب هيسل في بروكسل، بلجيكا. اعترض ليفربول على اختيار المكان لأنهم كانوا قلقين بشأن حالة الملعب، الذي كان متداعيًا، وقرار تخصيص قسم محايد للمشجعين البلجيكيين.

## كارثة ملعب هيسل

جانب من عمليات إنقاذ الجماهير

كارثة ملعب هيسل (بالإنجليزية: Heysel Stadium disaster)‏ هي حادثة وقعت في 29 مايو 1985، عندما إنهار جدار تحت ضغط الجمهور الهاربين في ملعب هيسل في بروكسل، كنتيجة لأعمال شغب قبل بداية مباراة نهائي كأس الأندية الأوروبية البطلة 1985 بين نادي ليفربول الإنجليزي ونادي يوفنتوس الإيطالي. 39 شخصاً لقوا حتفهم، 32 من مشجعي يوفينتوس، وأصيب 600 شخصاً. ألقى اليويفا اللوم بشأن الحادثة على جمهور ليفربول الذين دفعوا جمهور نادي يوفنتوس، مما تسبب في انهيار الجدار،
حوالي ساعة واحدة قبل الوقت المحدد لانطلاق نهائي ليفربول-يوفينتوس، قامت مجموعة كبيرة من مشجعي ليفربول بكسر السياج الفاصل بينهم وبين جماهير منافسهم يوفنتوس. ركضت جماهير يوفنتوس إلى الجدار الصلب، بينما كانت هناك جماهير جالسة بالفعل وحصل التدافع؛ في النهاية إنهار الجدار. وكثير من الناس صعدوا للأعلى من أجل سلامتهم، بينما آخرون ماتوا أو أصيبوا بإصابات بليغة. المباراة لعبت على الرغم من الكارثة من أجل منع مزيد من العنف.
المأساة أدت إلى حظر جميع الأندية الأنجليزية من اللعب في المسابقات الأوربية من قبل الويفا (رفع الحظر في 1990–91)، وأستبعد ليفربول سنة إضافية، مما منعه من المشاركة في كأس أوروبا 1990–91 بالرغم من أنه كان بطل الدوري في 1990. وحوكم عدد من جماهير ليفربول حوكموا بتهمة القتل غير المتعمد. حيث تم اعتقال سبعة وعشرين مشجع للإشتباه في القتل غير المتعمد وسلموا إلى بلجيكا في عام 1987 للمحاكمة. في 1989، بعد محاكمة دامت خمس شهور في بلجيكا، حصل 14 من مشجعي ليفربول على حكم ثلاث سنوات بتهمة القتل غير المتعمد، نصف الأحكام علقت. الكارثة وصفت لاحقاً بـ«الساعة الأحلك في تاريخ منافسات الويفا».

## تفاصيل المباراة

### الفريقين
| يوفنتوس           | 1–0   | نادي ليفربول |
| ----------------- | ----- | ------------ |
| بلاتيني 58' (ر.ج) | تقرير |              |

| يوفينتوس | ليفربول |

| يوفينتوس:                 |    |                   |  |     |
|                           |    |                   |  |     |
| حارس                      | 1  | ستيفانو تاكوني    |  |     |
| مدافع                     | 2  | لوتشيانو فافيرو   |  |     |
| مدافع                     | 3  | أنتونيو كابريني   |  |     |
| وسط                       | 4  | ماسيمو بونيني     |  |     |
| مدافع                     | 5  | سيرجيو بريو       |  |     |
| مدافع                     | 6  | غايتانو شيريا (c) |  |     |
| مهاجم                     | 7  | ماسيمو برياستشي   |  | 84' |
| وسط                       | 8  | ماركو تارديلي     |  |     |
| مهاجم                     | 9  | باولو روسي        |  | 89' |
| وسط                       | 10 | ميشيل بلاتيني     |  |     |
| وسط                       | 11 | زبيغنيو بونيك     |  |     |
| : البدلاء                 |    |                   |  |     |
| مهاجم                     | 14 | تشيزري برانديلي   |  | 84' |
| وسط                       | 16 | بنيامينو فيغنولا  |  | 89' |
| حارس                      |    | لوتشيانو بوديني   |  |     |
| المدرب: جيوفاني تراباتوني |    |                   |  |     |

| ليفربول:         |    |               |      |     |
|                  |    |               |      |     |
| حارس             | 1  | بروس جروبيلار |      |     |
| ظهير أيمن        | 2  | فيل نيل (c)   |      |     |
| ظهير أيسر        | 3  | جيم بيغلين    |      |     |
| ظهير             | 4  | مارك لاورسون  |      | 4'  |
| جناح أيمن        | 5  | ستيف نيكول    |      |     |
| ظهير             | 6  | آلان هانسن    |      |     |
| مهاجم            | 7  | كيني دالغليش  |      |     |
| مدافع            | 8  | روني ويلان    |      |     |
| مهاجم            | 9  | إيان راش      |      |     |
| جناح أيسر        | 10 | بول والش      |      | 46' |
| مدافع            | 11 | جون وارك      | أنذر |     |
| البدلاء:         |    |               |      |     |
| مدافع            | 12 | غاري غيليسبي  |      | 4'  |
| حارس             | 13 | كريس بايل     |      |     |
| وسط              | 14 | كريغ جونستون  |      | 46' |
| وسط              | 15 | يان مولبي     |      |     |
| وسط              | 16 | سامي لي       |      |     |
| المدرب: جو فاغان |    |               |      |     |

## ما بعد المباراة
على الرغم من اعتبارها، من وجهة نظر رياضية، واحدة من أفضل النهائيات الأوروبية التي لعبت حتى ذلك الحين، بعد المباراة، تركز الكثير من النقاش حول الكارثة التي حدثت قبل انطلاق المباراة. أصر الاتحاد الأوروبي لكرة القدم على أن مشجعي نادي ليفربول هم المسؤولون عن ذلك؛ صرح مسؤول الاتحاد الأوروبي لكرة القدم غونتر شنايدر، "المشجعون الإنجليز فقط هم المسؤولون. لا شك في ذلك". ضغطت رئيسة الوزراء البريطانية مارغريت تاتشر على اتحاد كرة القدم لسحب الأندية الإنجليزية من المسابقات الأوروبية وبعد يومين، حظر الاتحاد الأوروبي لكرة القدم الأندية الإنجليزية "لفترة زمنية غير محددة". وفي 6 يونيو مدد الاتحاد الدولي لكرة القدم الحظر ليشمل المباريات العالمية، ولكن تم تعديله بعد أسبوع لاستبعاد المباريات الودية ولم يؤثر على المنتخب الإنجليزي.
تم حظر الأندية الإنجليزية من المشاركة في المسابقات الأوروبية إلى أجل غير مسمى، بشرط أنه عند رفع الحظر، سيقضي ليفربول حظر إضافي لمدة ثلاث سنوات. استمر الحظر في النهاية لمدة خمس سنوات، وعادت الأندية إلى المسابقات الأوروبية في موسم 1990-1991. عاد ليفربول إلى المسابقات الأوروبية بعد موسم واحد في كأس الاتحاد الأوروبي 1991-1992.